# 嘉明湖
嘉明湖是位於台灣中央山脈的高山湖泊，位於台東縣海端鄉利稻村，座落於三叉山東南側，距向陽山東側直線距離7公里處。又名「三叉池」。日治時稱為（Shinubeshi池，因大分方面的布農族稱三叉山為）:44:附圖6。在台灣湖泊海拔第二高僅次於雪山翠池。
嘉明湖湖面是形狀完美的橢圓形，亦有「蛋池」或「蛋形池」之稱，湖水為湛藍色，湖面長約120公尺，寬約80公尺，面積約1.9公頃，湖水深度約6公尺，沒有任何山澗或溪流流入其中，湖水卻常保終年不枯。位於布農族傳統領域，布農族人稱呼其為「月亮的鏡子」；又因其湖水顏色深藍如寶石，被登山界稱為「上帝遺失在人間之藍寶石」、「天使的眼淚」，此美稱可能源自2003年齊士崢發表的「天神的眼淚」論文，是近年來著名的台灣深山景點。

## 傳說

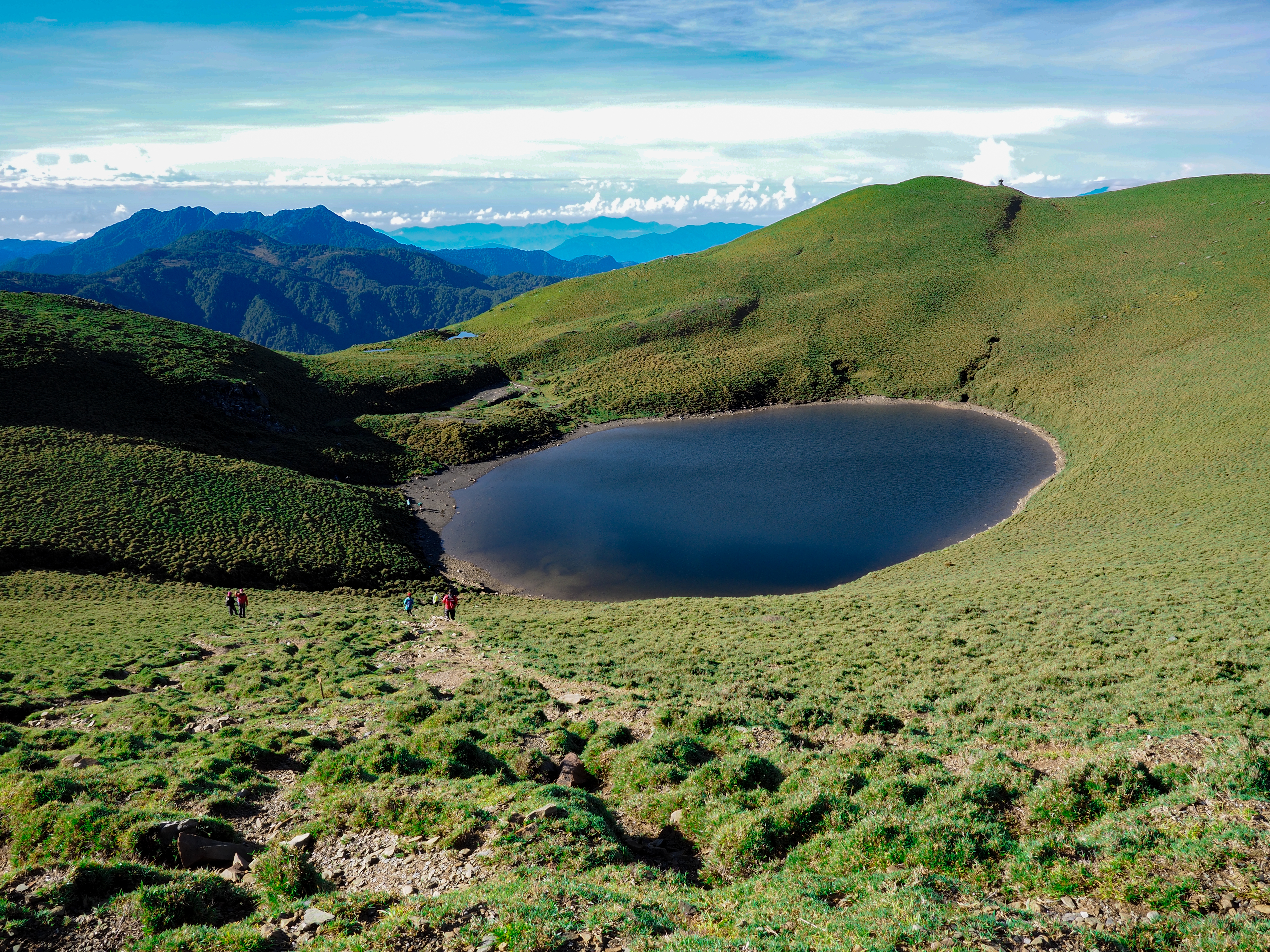
由西北側望見嘉明湖，左後方最高的山峰為布拉克桑山

在布農族征伐太陽傳說中被射中右眼的太陽變成月亮，月亮每晚都會回來看看自己被射的箭傷，那一面照映月亮的鏡子便被布農族人稱呼其為「月亮的鏡子」（Cidanuman Buan）

## 成因

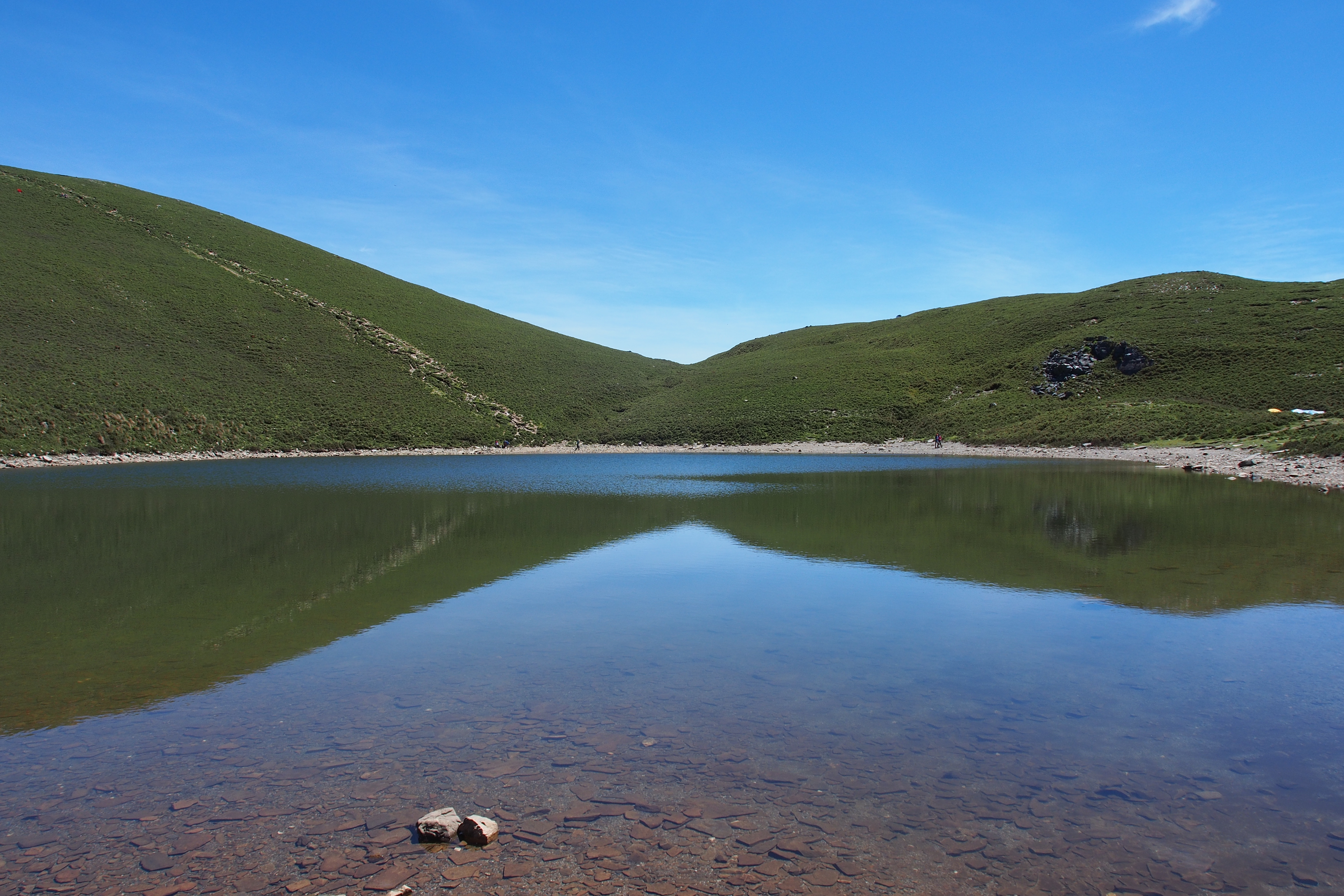
湖面的三叉山倒影

1998年，經濟部中央地質調查所所長陳肇夏對嘉明湖採集樣品分析後，在2000年11月，於《中國地質學會會刊》發表論文，以在當地發現微角礫岩中的石英沙粒極度碎裂、石英熔融留下的玻璃絲、不屬於當地原生岩盤的鎳、銅等金屬碎片，提出嘉明湖是隕石撞擊地球所造成的隕石坑的理論，並認為撞擊年代約在數萬年到一萬年前。
同為中央地質調查所的學者朱傚祖無法在嘉明湖找到隕石坑應有的柯石英與斯石英；2004年，中央地質調查所出版的《地質》期刊中，馮奎智等人發表〈嘉明湖畔石英脈變質構造之研究〉在嘉明湖畔的石英脈並無發現撞擊變質的現象，因此均不支持隕石說。
2003年，當時的高雄師範大學地理系主任齊士崢教授數次的野外調查，依照嘉明湖現場的冰坎、端磧及擦痕，以及堆積堤的沉積相具有冰河沉積相之地形與沉積物的空間組合、分布，認為嘉明湖為冰河所遺留的冰斗地形，並在2010年，取得嘉明湖出口端磧的光螢光定年年代為距今 6470 ± 930 年前，也符合了台灣最後一次在全新世早期的冰河作用年代。雖然台灣的冰河地形研究最早始於日治時期的學者，但直到1990年代起才又陸續發表而證實台灣在海拔3000公尺以上的高山地區大多曾受到冰河作用而遺留冰河地形，因此，從地形學與沉積學的角度均可說明嘉明湖為冰斗湖。楊建夫等人2015年發表的研究，認為嘉明湖可能在10萬年前被約10公尺直徑的隕石撞擊，形成約長330公尺、寬210（或220）公尺、深35公尺的坑洞；在7萬年前開始受冰河作用，隕石坑有利於累積冰雪，逐漸形成冰河源頭的冰斗，冰河的侵蝕破壞了不少隕石證據，到7000年前冰河完全消失；4000年前氣候變濕暖，較多的降水逐漸積水成為現在所見的「蛋形池」冰斗湖。

## 山難事件
嘉明湖山難事件是指歷年來在嘉明湖地區所發生的一系列山難事件，事件後續引發山難救助事宜等之相關討論。

## 第三類接觸事件
嘉明湖疑似外星生物事件為內政部警政署保安警察第七總隊第六大隊員警陳詠鍠於2011年5月14日上午8時38分於靠近嘉明湖處使用iphone4手機所拍攝出一張疑似外星生物的照片，照片經臺灣飛碟學會研究後於第10屆第1次會員大會公佈，引起各媒體的報導與一些節目的討論。
後來中華民國國安局將此照片列為機密檔案並送至美國鑑定，結果為非偽造照片。

## 外部連結
- 網友frog的flash攝影集
- 嘉明湖國家步道 - 山林悠遊網（页面存档备份，存于）
- 嘉明湖國家步道 （页面存档备份，存于）
- . Hikingbook Inc.   [2024-02-22]. （原始内容存档于2024-03-08）.